# World Science Festival

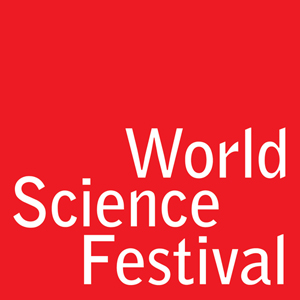

O World Science Festival (Festival Mundial de Ciência em português) é um festival anual de ciências produzido pela World Science Foundation, uma organização sem fins lucrativos com sede na cidade de Nova York. Há também um evento da região Ásia-Pacífico, realizado em Brisbane, Austrália.
A missão da fundação é cultivar um público geral informado pela ciência, inspirado por suas maravilhas, convencido de seu valor e preparado para se engajar em suas implicações para o futuro.

## História
O festival foi fundado e criado por Brian Greene, professor de matemática e física da Columbia University e autor de vários livros de ciências e Tracy Day, jornalista quatro vezes ganhadora do National News Emmy Award, que produziu programas ao vivo e documentários para as mais importantes divisões de notícias de televisão dos Estados Unidos. Greene agora atua como presidente da World Science Foundation e Day é presidente-executivo do World Science Festival.

## Ex-participantes
- Alan Alda
- Glenn Close
- Maggie Gyllenhaal
- Stephen Hawking
- Richard Leakey
- Yo-Yo Ma
- Oliver Sacks
- E. O. Wilson

Os seguintes ganhadores do Prêmio Nobel participaram:
- David Baltimore
- Barry Barish
- Steven Chu
- David Gross
- Eric kandel
- Dudley R. Herschbach
- Roald Hoffmann
- Leon Lederman
- Paul Nurse
- John C. Mather
- Saul Perlmutter
- Adam Riess
- F. Sherwood Rowland
- Horst Stormer
- Jack W. Szostak
- Kip Thorne
- Gerard 't Hooft
- Harold Varmus
- James Watson
- Steven Weinberg
- Rainer Weiss
- Carl Wieman
- Frank Wilczek

A lista completa dos participantes pode ser consultada no site oficial do festival.